# Elasmoscelis fuscofasciata
Elasmoscelis fuscofasciata är en insektsart som först beskrevs av Stsl 1854.  Elasmoscelis fuscofasciata ingår i släktet Elasmoscelis och familjen Lophopidae. Inga underarter finns listade i Catalogue of Life.